# 디스 이즈 40
《디스 이즈 40》(영어: This Is 40)는 2012년에 개봉한 미국의 코미디 영화로, 저드 애퍼타우가 공동 제작 및 감독을 맡았으며, 폴 러드와 레슬리 맨등이 출연했다. 세스 로건과 캐서린 헤이글이 출연했던 《사고친 후에》의 스핀오프 작이다. 2011년 중반부터 촬영이 시작되었고, 2012년 12월 21일 북미에서 개봉했다. 영화는 40세가 되어가는 중년 커플 피트와 데비의 인생과 그들의 관계에 스트레스를 더해주는 그들의 직업, 딸들의 관한 내용이다.
《디스 이즈 40》는 비평가들로부터 엇갈린 평가를 받았으며, 출연진들의 연기(특히 만과 러드, 폭스)와 코미디적 요소, 통찰력 있는 장면들에 대해선 칭찬을 받은 반면, 긴 상영 시간과 가끔 영화 주제와 관계없는 요소들은 비판받았다.

## 출연
《사고친 후에》의 등장 인물:
- 폴 러드 - 피트
- 레슬리 만 - 데비
- 모드 애퍼타우 - 세이디
- 아이리스 애퍼타우 - 샬럿
- 제이슨 시걸 - 제이슨
- 샤린 이] - 조디
- 팀 베이글리 - 닥터 펠레그리노

그외 인물:
- 메건 폭스 - 데시
- 앨버트 브룩스 - 래리
- 존 리스고 - 올리버
- 크리스 오다우드 - 로니
- 멀리사 매카시 - 캐서린
- 라이언 리 - 조셉
- 리나 더넘 - 캣
- 로버트 스미걸 - 배리
- 애니 머멀로 - 바브
- 조앤 배런 - 라비아티
- Ava Sambora as Wendy, Sadie's best friend
- 마이클 이언 블랙 - 은행 컨설던트
- 빌리 조 암스트롱 - 본인
- 그레이엄 파커 - 본인
- 라이언 애덤스 - 본인
- 톰 프로인드 - 본인
- 밥 앤드루스 - 본인
- 브린즐리 슈와츠 - 본인
- 마틴 벨몬트 - 본인
- 앤드루 보드나 - 본인
- 스티브 굴딩 - 본인

카메오
- 스캇 하트넬
- 이언 라페리에르
- 제임스 밴 리엠스다이크
- 맷 칼